# Q. Are We Not Men? A. We Are Devo!
Q: Are We Not Men? A: We Are Devo! é o álbum de estreia da banda de New wave americana Devo. Foi originalmente lançado em agosto de 1978 pelo selo Warner Bros. (Virgin Records na Europa). Produzido por Brian Eno, o álbum foi gravado entre outubro de 1977 e fevereiro de 1978, principalmente em Colônia, Alemanha Ocidental.
O álbum recebeu críticas um tanto mistas dos críticos e alcançou a posição 78 na parada da Billboard dos EUA e a 12 na parada de álbuns do Reino Unido . Críticas recentes do álbum foram mais uniformemente positivas e o álbum foi incluído em várias listas retrospectivas de "melhores" de publicações como Rolling Stone, Pitchfork e Spin.
Em 6 de maio de 2009, Devo tocou o álbum ao vivo na íntegra pela primeira vez como parte da série de concertos Don't Look Back com curadoria de All Tomorrow's Parties. Em 16 de setembro de 2009, a Warner Bros. e a Devo anunciaram o relançamento de Q: Are We Not Men? e Freedom of Choice, com uma turnê apresentando os dois álbuns. 

## Produção e Gravação

### Escrita
Mark Mothersbaugh, Gerald Casale e Bob Mothersbaugh escreveram o álbum ao longo de três anos, entre 1974 e 1977. "Jocko Homo" (escrita por Mark) foi demo em 1974  e tocada pela primeira vez ao vivo em 31 de outubro de 1975.  Durante este período, Devo era um quarteto formado por Mark Mothersbaugh, Gerald Casale, Bob Mothersbaugh e Jim Mothersbaugh.  Em 1976, Alan Myers substituiu Jim Mothersbaugh como baterista do grupo,  e Bob Casale voltou como guitarrista base e tecladista adicional após uma ausência de dois anos.   Em fevereiro de 1977, Devo também tocava "Shrivel Up" ao vivo, bem como as primeiras versões de "Uncontrollable Urge", "Praying Hands", "Mongoloid", "Too Much Paranoias" e uma versão de mais de sete minutos de "Jocko Homo".  Em março de 1977, Devo lançou seu primeiro single, uma versão produzida por ele mesmo de "Mongoloid" / "Jocko Homo".  
Em 19 de maio de 1977, o grupo estreou todas as faixas do álbum ao vivo,  e continuaria a desenvolver o material ao longo do ano.

### Produção
Em 1977, David Bowie e Iggy Pop receberam uma fita de canções demo do Devo da esposa de Michael Aylward, guitarrista da banda Tin Huey.  Tanto Pop quanto Bowie, assim como Brian Eno e Robert Fripp, manifestaram interesse em produzir o primeiro lançamento de Devo.  Em outubro de 1977, Patrick Gleeson convidou para gravar as faixas "Come Back Jonee" e "Shrivel-Up" no Different Fur Studios, em São Francisco, Califórnia.  No mês seguinte, Devo voltou para a cidade de Nova York e foi apresentado antes de um show no Max's Kansas City por David Bowie, que disse ao público que planejava produzir o primeiro álbum de Devo em Tóquio durante o inverno. 
Eventualmente, Eno foi escolhido para produzir o álbum no estúdio de Conny Plank localizado perto de Colônia, Alemanha.  A banda voou para a Alemanha em fevereiro de 1978.  Bowie estava ocupado filmando Just a Gigolo, mas ajudou Eno a produzir o disco durante os fins de semana.   Como Devo estava sem contrato com a gravadora, Eno pagou os voos e custos de estúdio da banda, confiante de que a banda assinaria um contrato com a gravadora.  Em troca de seu trabalho no álbum, Eno pediu uma participação em quaisquer negócios subsequentes.  As tomadas anteriores de "Come Back Jonee" e "Shrivel Up" foram dobradas durante essas sessões. 
Gerald Casale não esteve presente no primeiro dia de gravação, pois havia perdido o voo. Com a falta do baixista, o grupo passou o primeiro dia tocando com Eno, Bowie, Holger Czukay e Dieter Moebius. 
As sessões de gravação foram uma fonte de frustração para Eno e Devo. Eno achou a banda relutante em experimentar ou se desviar de suas primeiras demonstrações de canções gravadas.  Devo mais tarde admitiu que "nós éramos abertamente resistentes às ideias de Eno. Ele criou partes de sintetizadores e sons muito legais para quase todas as partes do álbum, mas nós os usamos em três ou quatro músicas."  Depois que surgiram conflitos entre o grupo e Eno, David Bowie foi contratado para remixar o álbum. 
Outtakes do álbum incluem: "Be Stiff", lançado como single fora do álbum no mesmo ano; "Social Fools", lançada como lado B de "Come Back Jonee"; e "Penetration in the Centrefold", lançada como lado B de "The Day My Baby Gave Me a Surprize" em 1979.

## Arte e Capa
A capa foi ilustrada por Joe Heiner. Foi baseado em uma imagem do famoso jogador de golfe profissional Juan "Chi-Chi" Rodríguez que a banda encontrou em uma pulseira de golfe. De acordo com Casale, David Berman, vice-presidente sênior de negócios de sua gravadora, Warner Bros., decidiu que a imagem não poderia ser usada porque "ele era um fã de golfe e achava que estávamos zombando de Chi Chi". A banda se ofereceu para entrar em contato com Rodriguez pessoalmente, mas tinha limitações de tempo devido à produção de seu álbum. O gerente do departamento de arte da empresa, Rick Serini, recomendou um artista que pudesse retocar e alterar a face da foto, enquanto o vocalista Mark Mothersbaugh ofereceu uma foto que ele comprou de um jornal local que transformou os rostos dos presidentes dos Estados Unidos John F. Kennedy, Lyndon B. Johnson, Richard Nixon e Gerald Ford. Essas ideias foram posteriormente transformadas com a imagem original de "Chi Chi" Rodriguez para criar a arte da capa do álbum. 
A banda acabou conseguindo a permissão de Rodriguez para usar a fotografia original. Como as capas do álbum "transformadas" já estavam em produção naquela época, Serini afirmou que custaria à banda $ 2.500 para interromper a produção e restabelecer a imagem pretendida originalmente pela banda, o que forçou a banda a manter a versão transformada. De acordo com Casale, "conseguimos apresentar algo que, pela interferência corporativa e incompreensão do lado comercial da Warner Bros. Records, na verdade, sem querer, produziu algo muito mais Devo do que a [imagem] original."  A ilustração da capa original, com o rosto de Rodriguez intacto, apareceu na capa do terceiro single da banda, "Be Stiff".
A versão européia tem uma arte completamente diferente e, assim como a capa interna da versão americana, traz fotos tiradas do videoclipe de "Jocko Homo". A capa da versão européia mostra um homem (Mark Mothersbaugh) usando óculos de proteção, gravata borboleta e luvas de borracha, enquanto a contracapa apresenta cabeças (Gerald Casale, Jim Mothersbaugh e Bob Mothersbaugh) com óculos escuros sob meias de náilon. 

## Lançamento
Devo recebeu ofertas para lançar Q: Are We Not Men? A: We Are Devo! da Warner Bros., Island, Virgin e da produtora de David Bowie, Bewlay Brothers.   A Virgin obteve os direitos para lançar o álbum no Reino Unido, enquanto a Warner Bros. detinha os direitos para a América do Norte.  O álbum foi originalmente planejado para lançamento na primavera de 1978, mas teve que ser adiado devido a disputas legais entre a Warner e a Virgin.  Foi finalmente lançado pela Warner nos Estados Unidos em 28 de agosto de 1978 e pela Virgin no Reino Unido em 1º de setembro de 1978.  A Virgin também lançou uma versão em picture disc do álbum,  ilustrada com uma foto do curta-metragem da banda de 1976 , The Truth About De-Evolution.
Na América do Norte, Q: Are We Not Men? A: We Are Devo! alcançou a posição 78 nas paradas da Billboard, enquanto no Reino Unido entrou nas paradas em 16 de setembro de 1978, e lá permaneceu por sete semanas, chegando ao número 12.   O álbum também fez sucesso no Japão.  O álbum foi "prata" no Reino Unido em 15 de janeiro de 1979 e "ouro" nos Estados Unidos em 27 de julho de 2001. 
A faixa de abertura do álbum, "Uncontrollable Urge", foi usada em vários filmes e programas de televisão, incluindo The Wolf of Wall Street,  Fun with Dick and Jane,  Ridiculousness  (como cover junto com Mark Mothersbaugh e "yeahs" fornecidos por Rob Dyrdek)  e Jackass. 

## Recepção Crítica
| Críticas profissionais            | Críticas profissionais |
| Avaliações da crítica             | Avaliações da crítica  |
| Fonte                             | Avaliação              |
| --------------------------------- | ---------------------- |
| AllMusic                          | [ 43 ]                 |
| The Encyclopedia of Popular Music | [ 44 ]                 |
| The Rolling Stone Album Guide     | [ 45 ]                 |
| Spin Alternative Record Guide     | 9/10                   |
| The Village Voice                 | B+                     |

A reação crítica inicial foi um pouco mista. Tom Carson, escrevendo na Rolling Stone, afirmou que "Não há um pingo de sentimento em lugar nenhum, e o único compromisso é com a estética distante do disfarce", e opinou que "Devo carece da maior parte do calor de Eno e muito do talento de Bowie para melodrama mecanizado. Apesar de todas as suas idiossincrasias, a música aqui é totalmente impessoal."  Robert Christgau, do The Village Voice, reagiu com elogios silenciosos, destacando o "rock and roll cativante, cômico e herky-jerky" de Devo, concluindo: "Em pequenas doses, é o melhor que a música inovadora pode conseguir, e não há um corte realmente ruim. neste álbum. Mas não leva a lugar nenhum."  No entanto, foi eleito um dos melhores álbuns do ano na pesquisa da crítica Pazz & Jop do The Village Voice em 1978.  Em janeiro de 1980, a Trouser Press também o considerou um dos melhores álbuns de 1978. 
A recepção posterior do álbum foi mais uniformemente positiva. Steve Huey, do banco de dados de música online AllMusic, chamou-o de "indiscutivelmente o conjunto de material mais forte de Devo" e "uma pedra de toque seminal no desenvolvimento da new wave americana".  Q: Are We Not Men? A: We Are Devo! marcou em várias listas de "melhores", incluindo a lista da Spin dos "50 discos punk mais essenciais" e a lista da Pitchfork dos 100 melhores álbuns da década de 1970.   Foi classificado como número 447 na lista da Rolling Stone de 2003 dos 500 melhores álbuns de todos os tempos, subindo para o número 442 na atualização de 2012 e disparando para o número 252 na reinicialização de 2020 da lista.    Também está listado no livro 1001 Albums You Must Hear Before You Die.
Record World disse que o single "Come Back Jonee" "utiliza ao máximo a abordagem irônica única [de Devo]" e elogiou a produção de Eno. 

## Lista de Faixas
| Lado Um |                                                               |         |  |
| N.º     | Título                                                        | Duração |  |
| 1.      | "Uncontrollable Urge" (Mark Mothersbaugh)                     | 3:09    |  |
| 2.      | "(I Can't Get No) Satisfaction" (Mick Jagger, Keith Richards) | 2:40    |  |
| 3.      | "Praying Hands" (Mark Mothersbaugh, Gerald Casale)            | 2:47    |  |
| 4.      | "Space Junk" (Mark Mothersbaugh, Gerald Casale)               | 2:14    |  |
| 5.      | "Mongoloid" (Gerald Casale)                                   | 3:44    |  |
| 6.      | "Jocko Homo" (Mark Mothersbaugh)                              | 3:40    |  |

| Lado Dois      | |         |  |
| N.º            | Título                                                                                              | Duração |  |
| 1.             | "Too Much Paranoias" (Mark Mothersbaugh)                                                            | 1:57    |  |
| 2.             | "Gut Feeling" / "(Slap Your Mammy)" (Mark Mothersbaugh, Bob Mothersbaugh, Gerald Casale)            | 4:54    |  |
| 3.             | "Come Back Jonee" (Mark Mothersbaugh, Gerald Casale)                                                | 3:47    |  |
| 4.             | "Sloppy (I Saw My Baby Gettin')" (Mark Mothersbaugh, Bob Mothersbaugh, Gerald Casale, Gary Jackett) | 2:40    |  |
| 5.             | "Shrivel-Up" (Mark Mothersbaugh, Bob Mothersbaugh, Gerald Casale)                                   | 3:05    |  |
| Duração total: | Duração total:                                                                                      | 34:24   |  |

Na versão européia, a segunda música aparece como "Satisfaction (I Can't Get Me No)". 

### Faixas adicionais
| N.º | Título                                                             | Duração |  |
| 19. | "Social Fools" (Mark Mothersbaugh, Gerald Casale)                  | 2:49    |  |
| 20. | "Penetration in the Centrefold" (Mark Mothersbaugh, Gerald Casale) | 2:25    |  |
| 21. | "Soo Bawlz" (Mark Mothersbaugh, Gerald Casale)                     | 2:23    |  |

| N.º | Título                                                                                              | Duração |  |
| 12. | "Uncontrollable Urge" (Mark Mothersbaugh)                                                           | 3:32    |  |
| 13. | "(I Can't Get No) Satisfaction" (Mick Jagger, Keith Richards)                                       | 3:15    |  |
| 14. | "Praying Hands" (Gerald Casale, Mark Mothersbaugh)                                                  | 3:30    |  |
| 15. | "Space Junk" (Gerald Casale, Mark Mothersbaugh)                                                     | 2:35    |  |
| 16. | "Mongoloid" (Gerald Casale)                                                                         | 4:53    |  |
| 17. | "Jocko Homo" (Mark Mothersbaugh)                                                                    | 4:45    |  |
| 18. | "Too Much Paranoias" (Mark Mothersbaugh)                                                            | 2:34    |  |
| 19. | "Gut Feeling" / "(Slap Your Mammy)" (Gerald Casale, Mark Mothersbaugh, Bob Mothersbaugh)            | 4:25    |  |
| 20. | "Come Back Jonee" (Gerald Casale, Mark Mothersbaugh)                                                | 4:27    |  |
| 21. | "Sloppy (I Saw My Baby Gettin')" (Gerald Casale, Mark Mothersbaugh, Bob Mothersbaugh, Gary Jackett) | 2:32    |  |
| 22. | "Shrivel-Up" (Gerald Casale, Mark Mothersbaugh, Bob Mothersbaugh)                                   | 3:19    |  |

| N.º | Título                                                                             | Duração |  |
| 12. | "Uncontrollable Urge (Demo)" (Mark Mothersbaugh)                                   | 3:08    |  |
| 13. | "Social Fools (Demo)" (Mark Mothersbaugh, Gerald Casale)                           | 3:42    |  |
| 14. | "Sloppy (Demo)" (Mark Mothersbaugh, Bob Mothersbaugh, Gerald Casale, Gary Jackett) | 2:21    |  |

## Ficha Técnica
Créditos adaptados das notas do encarte do álbum original (exceto onde indicado): 

#### Devo
- Mark Mothersbaugh – vocais (1-3, 6-11), teclados (1, 3-6, 8-9), guitarra (2, 7)
- Gerald Casale – vocais (4), vocais secundários (3, 5, 7), vocais de apoio (1-2, 6, 8-9), baixo (todas as faixas)
- Bob Mothersbaugh – vocais (5), vocais de apoio (1-2, 6, 8-9), guitarra solo (todas as faixas)
- Bob Casale – backing vocals (6, 9), guitarra base (1-9), teclados (6-7, 10-11)
- Alan Myers – bateria (todas as faixas)

Técnico
- Brian Eno – produtor
- Conny Plank – engenheiro (faixas 1–8, 10), mixagem
- Patrick Gleeson – engenheiro (faixas 9, 11)
- Bobbi Watson – fotografia da produção
- Devo Inc. – gráfico de capa desenvolvido pela Computa-posite, conceito gráfico e execução
- John Cabalka – supervisão gráfica
- Erik Munsön – design de produção
- David Bowie – produção adicional e mixagem [61] [62] [63]

## Tour
Para divulgar o álbum, Devo empreendeu uma longa turnê mundial, que durou de outubro de 1978 a junho de 1979. O visual da turnê foi amplamente baseado no show ao vivo que eles desenvolveram ao longo do ano anterior, com as únicas diferenças sendo o aumento do orçamento permitindo figurinos de maior qualidade e um cenário básico, e um foco no material do álbum, enquanto provocava então canções inéditas para o próximo álbum.
O show abriria com o curta-metragem da banda de 1976, The Truth About De-Evolution, seguido por seus vídeos promocionais de 1978 para "Satisfaction" e "Come Back Jonee". Quando a banda subiu ao palco, eles tocaram duas músicas que não estavam no álbum de apoio à turnê. Então Mark Mothersbaugh ganharia uma guitarra elétrica modificada, que seria usada apenas para as canções "Satisfaction" e "Too Much Paranoias".
À medida que o show continuava, os ternos amarelos característicos do grupo seriam gradualmente rasgados, até "Jocko Homo", onde Devo se despia para shorts pretos e camisetas com joelheiras e ombreiras. Durante a introdução de "Smart Patrol", o grupo vestiu capacetes laranja, que foram retirados durante a música seguinte, "Mr. DNA". O show foi finalmente concluído com o vocalista Mark Mothersbaugh se tornando Booji Boy e cantando duas canções: "Red Eye" e "The Words Get Stuck in My Throat"     com Bob Mothersbaugh assumindo o teclado deveres sobre este último.

### Setlist
1. "Wiggly World"
2. "Secret Agent Man"
3. "Pink Pussycat"
4. "(I Can't Get No) Satisfaction"
5. "Too Much Paranoias"
6. "Praying Hands"
7. "Uncontrollable Urge"
8. "Mongoloid"
9. "Jocko Homo"
10. "Smart Patrol"
11. "Mr. DNA"
12. "Sloppy (I Saw My Baby Gettin')"
13. "Come Back Jonee"
14. "Gut Feeling"
15. "Slap Your Mammy"
16. "Devo Corporate Anthem"
17. "Red Eye Express"
18. "The Words Get Stuck in My Throat"

As seguintes músicas também foram tocadas durante a turnê, mas apenas como pontuais:
- "Clockout" [68]
- "Shrivel Up" [69]
- "In Heaven Everything Is Fine" [70]
- "I Need a Chick" [71]

## Desempenho
| Gráfico                                          | Pico |
| ------------------------------------------------ | ---- |
| Parada de álbuns do Australian Kent Music Report | 57   |
| Tabela de álbuns do Reino Unido                  | 12   |
| Billboard dos EUA 200                            | 78   |

## Certificações
| Organização | Nível | Data                |
| ----------- | ----- | ------------------- |
| RIAA - EUA  | Ouro  | 27 de julho de 2007 |